# Vanier (circonscription provinciale)
Pour les articles homonymes, voir Vanier.
Circonscription électorale provinciale du Canada
Vanier est une ancienne circonscription électorale provinciale du Québec située dans la région de la Capitale-Nationale et qui comprenait une partie de la ville de Québec. La superficie totale était de 54,55 km2. La circonscription a pris son nom de l'ancienne ville de Vanier (maintenant un quartier de Québec).
Elle est abolie lors de la réforme de la carte électorale de 2011.

## Histoire
La circonscription a été créée en 1972 à partir d'une partie des circonscriptions de Limoilou, Louis-Hébert et surtout Saint-Sauveur. Cette dernière circonscription qui disparut en 1973 avait elle-même été
créée en 1890 d'une partie de Québec-Est. Vanier a élu son premier député le 29 octobre 1973.
En général, la circonscription a suivi depuis sa création la tendance politique au Québec, votant à chaque élection pour le parti vainqueur. La seule exception a été l'élection d'un député de l'Action démocratique du Québec à l'élection partielle de 2004 et aux élections générales de 2007.

## Liste des députés

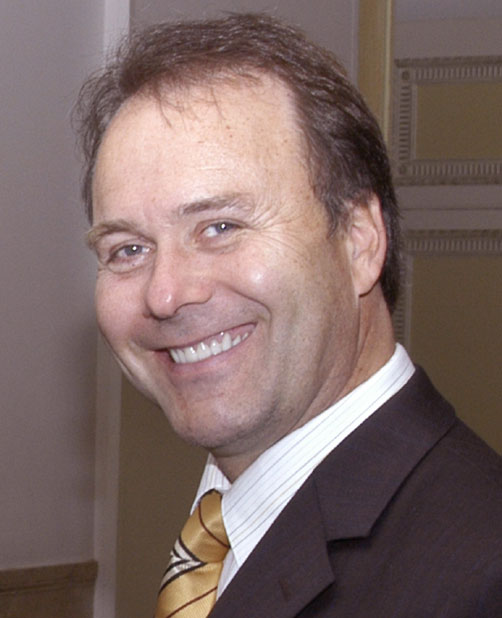
Marc Bellemare, Ministre de la justice de 2003-2004

| Législature                       | Années    | Député | Député                 | Parti               |
| --------------------------------- | --------- | ------ | ---------------------- | ------------------- |
| Vanier Créée depuis Saint-Sauveur |           |        |                        |                     |
| 30e                               | 1973–1976 |        | Fernand Dufour         | Libéral             |
| 31e                               | 1976–1981 |        | Jean-François Bertrand | Parti québécois     |
| 32e                               | 1981–1985 |        | Jean-François Bertrand | Parti québécois     |
| 33e                               | 1985–1989 |        | Jean-Guy Lemieux       | Libéral             |
| 34e                               | 1989–1994 |        | Jean-Guy Lemieux       | Libéral             |
| 35e                               | 1994–1998 |        | Diane Barbeau          | Parti québécois     |
| 36e                               | 1998–2003 |        | Diane Barbeau          | Parti québécois     |
| 37e                               | 2003–2004 |        | Marc Bellemare         | Libéral             |
| 37e                               | 2004–2007 |        | Sylvain Légaré         | Action démocratique |
| 38e                               | 2007–2008 |        | Sylvain Légaré         | Action démocratique |
| 39e                               | 2008–2012 |        | Patrick Huot           | Libéral             |
| Dissoute dans Vanier-Les Rivières |           |        |                        |                     |

## Résultats électoraux

### Évolution pour les principaux partis
| |
| - Parti libéral - Parti québécois - Crédit social (ancien) - Union nationale (ancien) - Action démocratique (ancien) - Québec solidaire |

### Résultats détaillés
|                                                                                               | Nom                      | Parti               | Nombre de voix | %      | Maj. |
| --------------------------------------------------------------------------------------------- | ------------------------ | ------------------- | -------------- | ------ | ---- |
|                                                                                               | Patrick Huot             | Libéral             | 13 077         | 38,3 % | 469  |
|                                                                                               | Sylvain Légaré (sortant) | Action démocratique | 12 608         | 36,9 % | -    |
|                                                                                               | Éric Boucher             | Parti québécois     | 7 521          | 22 %   | -    |
|                                                                                               | Monique Voisine          | Québec solidaire    | 932            | 2,7 %  | -    |
| Total                                                                                         | Total                    | Total               | 34 138         | 100 %  |      |
| Le taux de participation lors de l'élection était de 62,2 % et 486 bulletins ont été rejetés. |                          |                     |                |        |      |

|                                                                                               | Nom                      | Parti                 | Nombre de voix | %      | Maj.   |
| --------------------------------------------------------------------------------------------- | ------------------------ | --------------------- | -------------- | ------ | ------ |
|                                                                                               | Sylvain Légaré (sortant) | Action démocratique   | 20 699         | 51,4 % | 10 966 |
|                                                                                               | Jean-Claude l'Abbée      | Libéral               | 9 733          | 24,2 % | -      |
|                                                                                               | Sylvain Lévesque         | Parti québécois       | 7 694          | 19,1 % | -      |
|                                                                                               | Lucien Gravelle          | Vert                  | 1 149          | 2,9 %  | -      |
|                                                                                               | Marie Dionne             | Québec solidaire      | 859            | 2,1 %  | -      |
|                                                                                               | Louis Casgrain           | Démocratie chrétienne | 103            | 0,3 %  | -      |
| Total                                                                                         | Total                    | Total                 | 40 237         | 100 %  |        |
| Le taux de participation lors de l'élection était de 76,4 % et 358 bulletins ont été rejetés. |                          |                       |                |        |        |

|                                                                                               | Nom                | Parti                 | Nombre de voix | %      | Maj.  |
| --------------------------------------------------------------------------------------------- | ------------------ | --------------------- | -------------- | ------ | ----- |
|                                                                                               | Sylvain Légaré     | Action démocratique   | 11 164         | 46,8 % | 4 500 |
|                                                                                               | Michel Beaudoin    | Libéral               | 6 664          | 27,9 % | -     |
|                                                                                               | Sylvain Lévesque   | Parti québécois       | 5 243          | 22 %   | -     |
|                                                                                               | Yonnel Bonaventure | Vert                  | 290            | 1,2 %  | -     |
|                                                                                               | Monique Voisine    | UFP                   | 155            | 0,6 %  | -     |
|                                                                                               | Paul Biron         | Démocratie chrétienne | 112            | 0,5 %  | -     |
|                                                                                               | Karine Cyr         | Bloc pot              | 100            | 0,4 %  | -     |
|                                                                                               | André Hamel        | Indépendant           | 71             | 0,3 %  | -     |
|                                                                                               | Claude Gagnon      | Indépendant           | 65             | 0,3 %  | -     |
| Total                                                                                         | Total              | Total                 | 23 864         | 100 %  |       |
| Le taux de participation lors de l'élection était de 47,6 % et 173 bulletins ont été rejetés. |                    |                       |                |        |       |

|                                                                                               | Nom                | Parti               | Nombre de voix | %      | Maj.  |
| --------------------------------------------------------------------------------------------- | ------------------ | ------------------- | -------------- | ------ | ----- |
|                                                                                               | Marc Bellemare     | Libéral             | 16 182         | 42,8 % | 4 536 |
|                                                                                               | Normand Morin      | Action démocratique | 11 646         | 30,8 % | -     |
|                                                                                               | Nicole B. Madore   | Parti québécois     | 9 385          | 24,8 % | -     |
|                                                                                               | Sébastien Bouchard | UFP                 | 573            | 1,5 %  | -     |
| Total                                                                                         | Total              | Total               | 37 786         | 100 %  |       |
| Le taux de participation lors de l'élection était de 76,8 % et 426 bulletins ont été rejetés. |                    |                     |                |        |       |

|                                                                                               | Nom                     | Parti                 | Nombre de voix | %      | Maj.  |
| --------------------------------------------------------------------------------------------- | ----------------------- | --------------------- | -------------- | ------ | ----- |
|                                                                                               | Diane Barbeau (sortant) | Parti québécois       | 16 885         | 43,6 % | 2 477 |
|                                                                                               | Marc Robert             | Libéral               | 14 408         | 37,2 % | -     |
|                                                                                               | Éric Castonguay-Ouellet | Action démocratique   | 7 022          | 18,1 % | -     |
|                                                                                               | Michèle Dionne          | Démocratie socialiste | 429            | 1,1 %  | -     |
| Total                                                                                         | Total                   | Total                 | 38 744         | 100 %  |       |
| Le taux de participation lors de l'élection était de 77,8 % et 487 bulletins ont été rejetés. |                         |                       |                |        |       |

|                                                                                               | Nom                     | Parti                | Nombre de voix | %      | Maj.  |
| --------------------------------------------------------------------------------------------- | ----------------------- | -------------------- | -------------- | ------ | ----- |
|                                                                                               | Diane Barbeau           | Parti québécois      | 18 257         | 49,5 % | 8 799 |
|                                                                                               | André Morin             | Libéral              | 9 458          | 25,6 % | -     |
|                                                                                               | Éric Castonguay-Ouellet | Action démocratique  | 4 906          | 13,3 % | -     |
|                                                                                               | Nancy Duchesne          | Indépendant          | 1 092          | 3 %    | -     |
|                                                                                               | Paul Jean Malo          | NPD Québec           | 1 054          | 2,9 %  | -     |
|                                                                                               | Doris Deschamps         | Indépendant          | 944            | 2,6 %  | -     |
|                                                                                               | Yvon Robitaille         | Indépendant          | 417            | 1,1 %  | -     |
|                                                                                               | Jacques Roy             | Indépendant          | 298            | 0,8 %  | -     |
|                                                                                               | François Roy            | Indépendant          | 257            | 0,7 %  | -     |
|                                                                                               | Robert Leclerc          | Développement Québec | 203            | 0,6 %  | -     |
| Total                                                                                         | Total                   | Total                | 36 886         | 100 %  |       |
| Le taux de participation lors de l'élection était de 80,4 % et 836 bulletins ont été rejetés. |                         |                      |                |        |       |

## Référendums
|  | Référendum                     | % du OUI | % du NON | Taux de participation |
|  | Référendum de 1980             | 49,55 %  | 50,45 %  | 84,31 %               |
|  | Accord de Charlottetown (1992) | 33,63 %  | 66,37 %  | 82,84 %               |
|  | Référendum de 1995             | 55,24 %  | 44,76 %  | 93,56 %               |